# Dhaka (Division)
Die Division Dhaka (Bengalisch: ঢাকা বিভাগ, Ḍhākā bibhāg) ist eine von acht Verwaltungseinheiten Bangladeschs, die den Distrikten übergeordnet und nach ihrer jeweilig größten Stadt benannt sind.

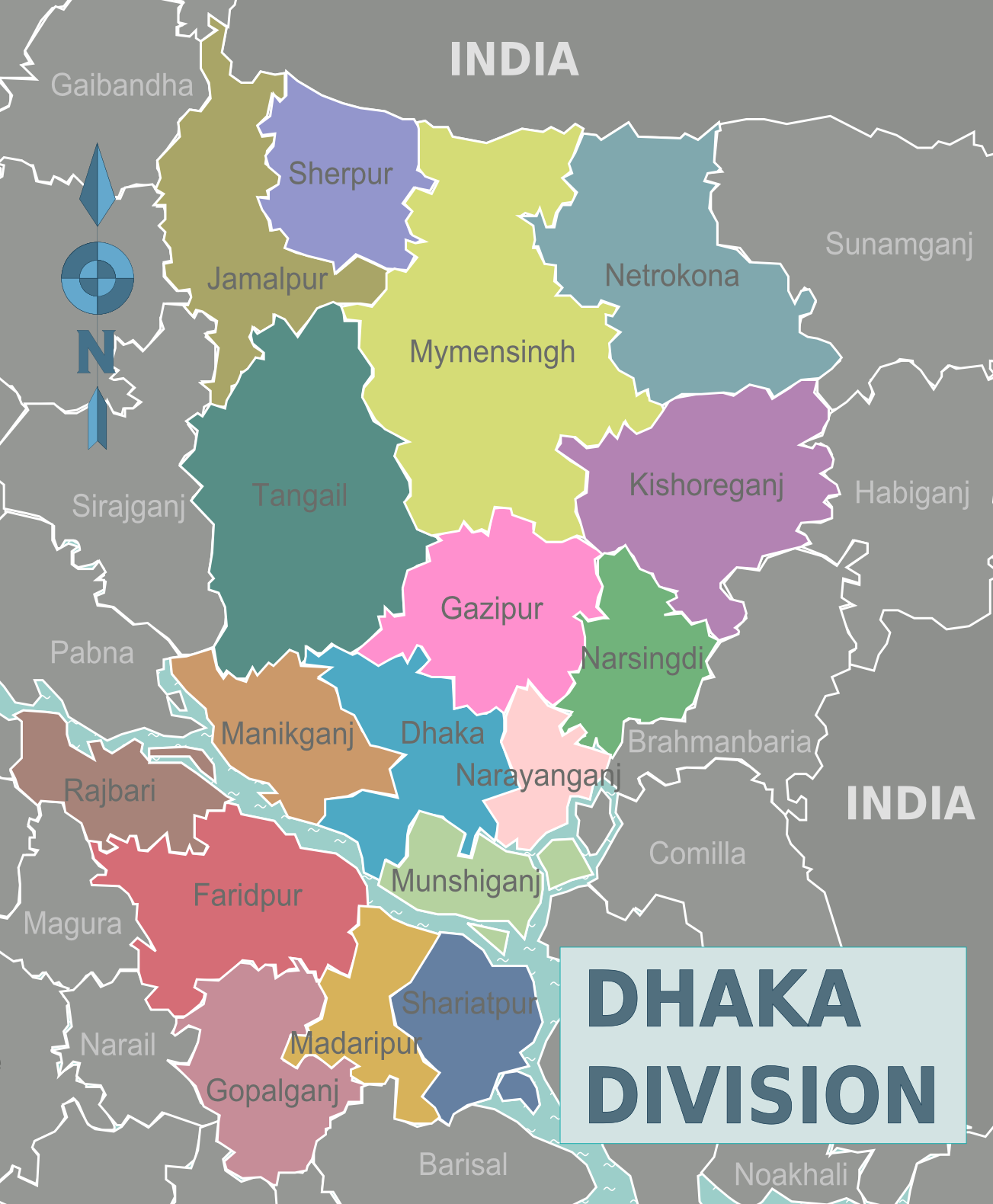
Gliederung der Division Dhaka (Stand bis 2015)

Die Division Dhaka grenzt im Osten an die Verwaltungseinheiten Sylhet und Chittagong, im Süden liegt Barishal und im Westen Rajshahi und Khulna. Im Norden grenzt Dhaka an die Division Maimansingh, die erst 2015 von Dhaka abgespalten wurde. Die Verwaltungseinheit umfasst eine Fläche von 20.593,74 km². Die Bevölkerungszahl wächst schnell an, im Jahre 2011 waren es etwa 36 Mio. Einwohner (ohne die Einwohner der 2015 abgespaltenen Distrikte). 2022 wurden bereits über 44 Millionen Einwohner gezählt.
Die Verwaltungseinheit setzt sich zusammen aus der Hauptstadtverwaltung, der von Dhaka, 13 Distrikten, mehreren Subdistrikten und zahlreichen lokalen Subverwaltungskategorien.
Die seit der Abspaltung Maimansinghs 13 Distrikte der Division Dhaka sind Dhaka, Gazipur, Narsingdi, Manikganj, Munsiganj, Narayanganj, Faridpur, Madaripur, Shariatpur, Rajbari und Gopalganj.

## Bevölkerungsentwicklung
| Jahr        | Einwohnerzahl |
| ----------- | ------------- |
| Zensus 1991 | 23.964.789    |
| Zensus 2001 | 29.180.051    |
| Zensus 2011 | 36.433.505    |
| Zensus 2022 | 44.215.107    |